# Black Veil Brides
Black Veil Brides (abreviat BVB) és un grup de metalcore format l'any 2006, a la ciutat de Cincinnati (Ohio). Actualment, els membres de la banda viuen a Hollywood (Califòrnia).

## Història

### Inicis i primers EPs (2006 - 2009)
L'any 2006 Andy <Six> Biersack (veu), Johnny Herold (guitarra) i Phil Cenedella (baix) van formar el grup "Brides" a Delhi, Ohio. Al cap de poc temps i gràcies a MySpace van aconseguir contactar amb Nate Shipp (guitarra) i Chris Riesenberg (bateria). Que van completar la formació de "Brides".
El 2007 la banda va aconseguir el segon lloc en un concurs de grups a Cincinnati, ja amb el nom de "Black Veil Brides". Aquell mateix agost van treure el seu primer EP Sex & Hollywood. Però el 2008 les coses van empitjorar fins al punt en què les discussions entre Andy i Nate van portar a la separació al grup.
Tot i la dissolució de la banda Andy estava decidit a seguir el seu somni per tant al cap de poc temps es va mudar a Hollywood, Los Angeles. Allà hi va conèixer als seus nous companys Sandra Alverenga (bateria), David "Pan" Burton (baix) i Chris "Hollywood" Bluser (guitarra). Amb ells va gravar l'EP Never Give In, que va sortir a la venda el 23 de juny del 2008.
Al 17 de juny del 2009, Knives and Pens es converteix en el primer videoclip de la banda i aconsegueix propulsar-los arreu del món. En 3 mesos va aconseguir 16 milions de visites en el youtube i actualment ja en porta més de 30 milions.
Durant el que queda de 2009 hi ha uns quants canvis de membres. Pan (baix) i Chris (guitarra) deixen la banda, s'uneixen substituint-los Jake Pitts i "Jinxx" Ferguson (guitarristes) i Ashley Purdy (baix).

### We Stitch These Wounds(2009 - 2011)
El setembre de 2009 aconsegueixen un contracte amb StandBy Records. I al desembre Andy anuncia que començaran a gravar el seu primer àlbum a Califòrnia produït pel seu mànager Blasko. També comencen el tour "On Leather Wings" per Estats Units. Al juny del 2010 llancen el seu segon videoclip, per la cançó Perfect Weapon,que correspon al primer single de l'esperat primer àlbum.
We Stitch These Wounds (inicialment Alive & Burning) va sortir a la venda el 20 de juliol, venent durant la primera setmana 11 mil còpies i aconseguint les posicions #36 en Billboard 200 i #1 en Independent Release.
Als inicis de setembre, Sandra Alvarenga, fonamental en el grup, és reemplaçada per Christian "CC" Coma. El 2011,i actualment, Sandra es troba a Modern Day Escape.
Tot i el canvi sobtat de bateria el grup no s'atura. BVB està telonejant a la banda de metal i punk Murderdolls en "God Save The Scream Tour 2011".

### Set The World On Fire(2011 - 2012)
A l'abril del 2011 la banda va confirmar un nou àlbum titulat Set The World On Fire que va sortir a la venda el 14 de juny d'aquest mateix any sota el segell de Lava Records. El seu estil ha estat comparat amb grups com Escape the fate.
Els senzills «Fallen Angels» i «The Legacy» van ser llançats el 10 i 31 de maig de 2011, mentre que els seus respectius vídeos musicals van ser estrenats el 24 i 31 de maig del mateix any.
Al 10 d'octubre de 2011, es va llançar el vídeo de la cançó «Rebel Love Song».
El 28 d'agost de 2011 els BVB van ser convidats per la cadena musical estatunidenca MTV a assistir als premis MTV Video Music Awards, celebrats al Nokia Theatre de Los Angeles, California.
A l'entrada van ser entrevistats per la cadena i sembla que els van causar una bona impressió, ja que tot i ser el primer any que assistien a la cerimònia ja han fet un article amb la seva foto junt amb artistes tan ben consolidats com Britney Spears, Lady GaGa i Beyoncé.
El 26 d'octubre de 2011, Biersack va patir un accident en un concert a Luxemburg, on es va fracturar el nas. L'accident va obligar a la banda a cancel·lar una sèrie de concerts que tenien planificats pel Regne Unit.Al novembre van anunciar una nova gira pel Regne Unit i Irlanda, la qual iniciaria el març de 2012.
El 13 de desembre de 2011, Black Veil Brides va llançar l'EP, Rebels, el qual compta amb versions de les cançons «Rebel Yell» de Billy Idol i «Unholy» de Kiss.

### Wretched and Divine: The story of wild ones(2012 - present)
Black Veil Brides va gravar una cançó exclusiva titulada «Unbroken» per a l'àlbum Avengers assemble, banda sonora de la pel·lícula The Avengers.
Al maig de 2012 la banda afirmà que el seu tercer treball discogràfic serà llançat el 30 d'octubre del mateix any. La pre-venda va començar el 31 d'octubre. Finalment va sortir a la venda el 8 de gener de 2013.
In the end serà el primer senzil de Wrethched and divine, serà llançat el 12 de desembre de 2012 a través d'iTunes junt amb el seu videoclip.
Amb aquest àlbum van gravar una pel·lícula anomenada Legion of the black, que explica, amb les cançons de l'àlbum una història, protagonitzada per Alicia Vigil com Eve Black. Durant el 2013 s'està fent una gira anomenada The church of wild ones per Amèrica i Europa per promocionar el nou album. El 8 d'abril de 2013 BVB van vindre a Barcelona,per primera vegada, a la sala Music Hall i ja molt abans van aconseguir fer un sold out.

## Discografia
- Àlbums
  - We Stitch These Wounds - 20 de juliol del 2010
  - Set The World On Fire - 14 de juny del 2011
  - Wretched and divine: The story of wild ones - 8 de gener del 2013
  - Black Veil Brides - 27 d'octubre del 2014
  - Vale - 12 de gener del 2018
- EPs
  - Sex & Hollywood - 2007
  - Never Give In - 2008
  - Rebels - 2011
- Videoclips
  - Knives and Pens - 2009
  - Perfect Weapon - 2010
  - Fallen Angels - 2011
  - Rebel love song - 2011
  - Coffin - 2012
  - In the end - 2012
- Senzills
  - «Perfect Weapon»
  - «Fallen Angels»
  - «The Legacy»
  - «Rebel Yell»
  - «Unholy»
  - «Coffin»
  - «Unbroken»
  - «In The End»

## Membres
Membres actuals
- Andy Biersack - veu (2006 – present)
- «Jinxx» Ferguson - guitarra rítmica, violí (2009 – present)
- Jake Pitts - guitarra líder (2009 – present)
- Ashley Purdy - baix, coros (2009 – present)
- Christian Coma - batería (2010 – present)

Miembros anteriores
- Sandra Alvarenga - batería (2009-2010)
- Chris «Hollywood» Bluser - guitarra (2007)
- Johnny Herold - guitarra líder (2007)
- Nate Shipp - guitarra rítmica(2007)
- Phil Cenedella - baix (2007)
- Chris «Craven» Riesenberg - batería (2007)